# San Carlos, Uruguay
San Carlos är en stad i departementet Maldonado i södra Uruguay.